# Andrew Wylie
Andrew Wylie est un agent littéraire et éditeur américain.

## Biographie
En 1972, Andrew Wylie publie un recueil de poésie, Yellow Flowers. En 1980, il fonde « The Wylie Agency », une agence littéraire basée à Londres et New York. Il travaille pour près de 800 écrivains dont, entre autres, Martin Amis, Christine Angot, Philip Roth et Salman Rushdie.
En 2008, il négocie le départ de Christine Angot de chez Flammarion pour Le Seuil pour un montant de 240 000 €,.
En 2010, Andrew Wylie crée Odyssey éditions et négocie avec Amazon.com une exclusivité pour la diffusion de plusieurs titres phares de ses clients, sous format kindle. Cet accord fait polémique et provoque la colère de certains éditeurs. Le syndicat national de l'édition lance une pétition signée par les cinquante plus grands éditeurs français. Andrew Wylie conclut finalement un accord avec ces derniers,.